# Симакович Вадим Олексійович
Вадим Олексійович Симакович (*18 квітня 1903 — † лютий 1969) — український письменник.
Родом зі Східного Поділля. 1932 року вийшла поетична збірка «Щоденний ритм».
Учасник Другої світової війни.
Працював у газеті «Радянська Волинь».
Романи: «Маяки» (1955), «Креси в огні» (1960); повість «Осання явка» (1963); памфлет «Духовні отці і їх вихованці»; п'єса «У чарах кохання» (1959) та ін.; одноактівки, вірші.